# Lech Jacuński
Lech Jacuński (ur. 4 kwietnia 1940 w Wilnie, zm. 7 marca 2011 w Toruniu) – polski biolog, specjalizujący się w arachnologii, teratogenezie eksperymentalnej i zoologii.

## Życiorys
W 1959 roku ukończył Liceum Pedagogiczne w Bydgoszczy i podjął studia biologiczne na Uniwersytecie Mikołaja Kopernika w Toruniu. Po ich ukończeniu w 1964 roku został zatrudniony na tej uczelni. Stopień doktora uzyskał w 1971 roku, tematem jego rozprawy doktorskiej było Temperature induced developmental monstrosities in Tegenaria atrica C. L. Koch, a promotorem Izabella Mikulska. Stopień doktora habilitowanego uzyskał na UMK w 1984 roku na podstawie rozprawy Studia nad teratogenezą eksperymentalną u pająka Tegenaria atrica C. L. Koch. Tytuł profesora nauk biologicznych otrzymał w 2005 roku.
W latach 1986–1993 pełnił funkcję prodziekana Wydziału Biologii i Nauk o Ziemi UMK. Od 1994 roku do przejścia na emeryturę w 2010 kierował Zakładem Zoologii Bezkręgowców UMK. W latach 1993–1999 pracował również w Wyższej Szkole Pedagogicznej w Bydgoszczy, gdzie kierował Zakładem Zoologii.
Jego badania dotyczyły głównie zoologii bezkręgowców, zwłaszcza embriogenezy i teratogenezy pajęczaków. Szerokie badania poświęcił Tegenaria atrica.

## Wybrane publikacje
- Studia nad teratogenezą eksperymentalną u pająka Tegenaria atrica C. L. Koch (1984, ISBN 83-231-0006-3)
- Zeszyt ćwiczeń z zoologii bezkręgowców (1993, wspólnie z Henrykiem Wiśniewskim, ISBN 83-7096-046-4)
- Zwierzęta Ogrodu Fauny Polskiej. Przewodnik (1994, współautor, ISBN 83-7096-057-X)
- Zeszyt do ćwiczeń z morfologii i anatomii zwierząt bezkręgowych (1995, wspólnie z Henrykiem Wiśniewskim, ISBN 83-7096-128-2)